# Bushnell (Illinois)
Bushnell – miasto w Stanach Zjednoczonych, w stanie Illinois, w hrabstwie McDonough.